# Bacolod (Lanao del Norte)
Bacolod is een gemeente in de Filipijnse provincie Lanao del Norte in het noorden van het eiland Mindanao. Bij de laatste census in 2007 had de gemeente bijna 20 duizend inwoners.

## Geografie

### Bestuurlijke indeling
Bacolod is onderverdeeld in de volgende 16 barangays:
| - Alegria - Babalaya - Babalayan Townsite - Binuni - Delabayan West - Demologan - Dimarao - Esperanza | - Kahayag - Liangan East - Mati - Minaulon - Pagayawan - Poblacion Bacolod - Punod - Rupagan |

## Demografie
Bacolod had bij de census van 2007 een inwoneraantal van 19.872 mensen. Dit zijn 2.852 mensen (16,8%) meer dan bij de vorige census van 2000. De gemiddelde jaarlijkse groei komt daarmee uit op 2,16%, hetgeen hoger is dan het landelijk jaarlijks gemiddelde over deze periode (2,04%). Vergeleken met de census van 1995 is het aantal mensen met 3.418 (20,8%) toegenomen.

De bevolkingsdichtheid van Bacolod was ten tijde van de laatste census, met 19.872 inwoners op 104,1 km², 190,9 mensen per km².